# Manínska tiesňava

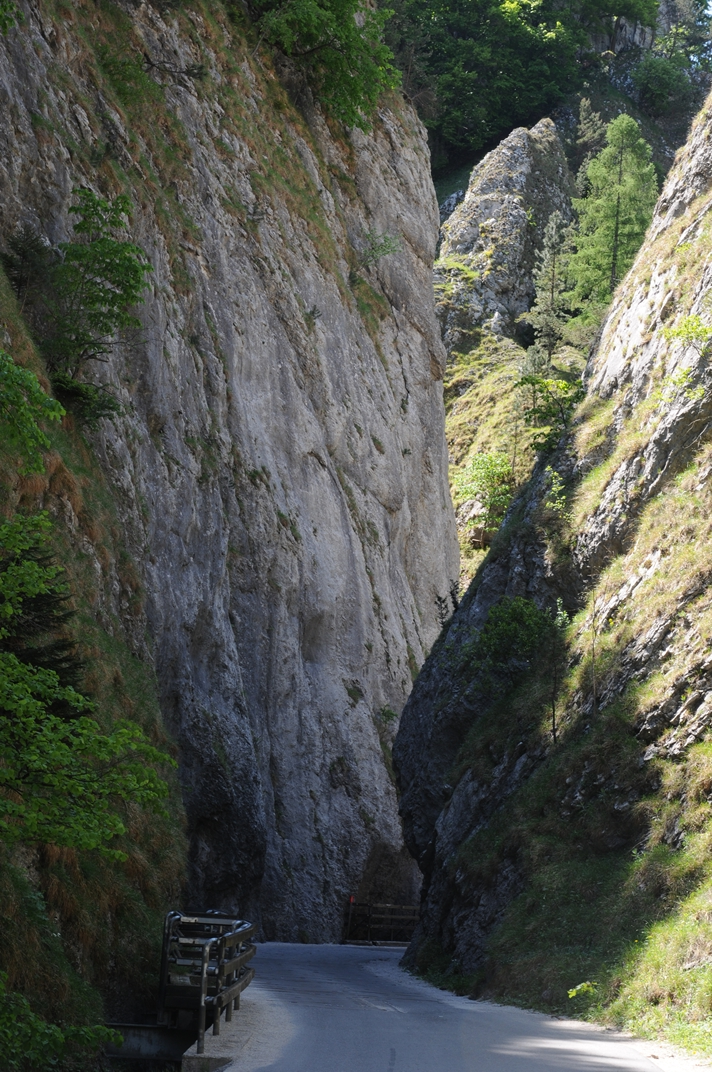
Die Manín-Klamm an ihrer engsten Stelle

Die Manínska tiesňava (deutsch wörtlich Manín-Klamm) ist ein ca. 0,8 km langes Engtal zwischen den Orten Považská Teplá und Záskalie (Bezirk Považská Bystrica, Region Trenčín) in der nordwestlichen Slowakei.
Die auf ca. 380–390 m n.m. liegende Sohle der Klamm nimmt der Bach Manínsky potok ein, welcher hier die mesozoischen Kalkstein-Formationen der Sulover Berge (Súľovské vrchy) zwischen Veľký Manín (891 m n.m.) und Malý Manín (813 m n.m.) von Osten durchschneidet. Mit einer Breite von nur wenigen Metern an ihrer engsten Stelle gilt die Manín-Klamm als die engste Schlucht der Slowakei. Für Fahrzeuge ist diese erst passierbar, seit in den 1930er-Jahren die Sprengung eines Felsens den Bau einer Straße ermöglichte. 

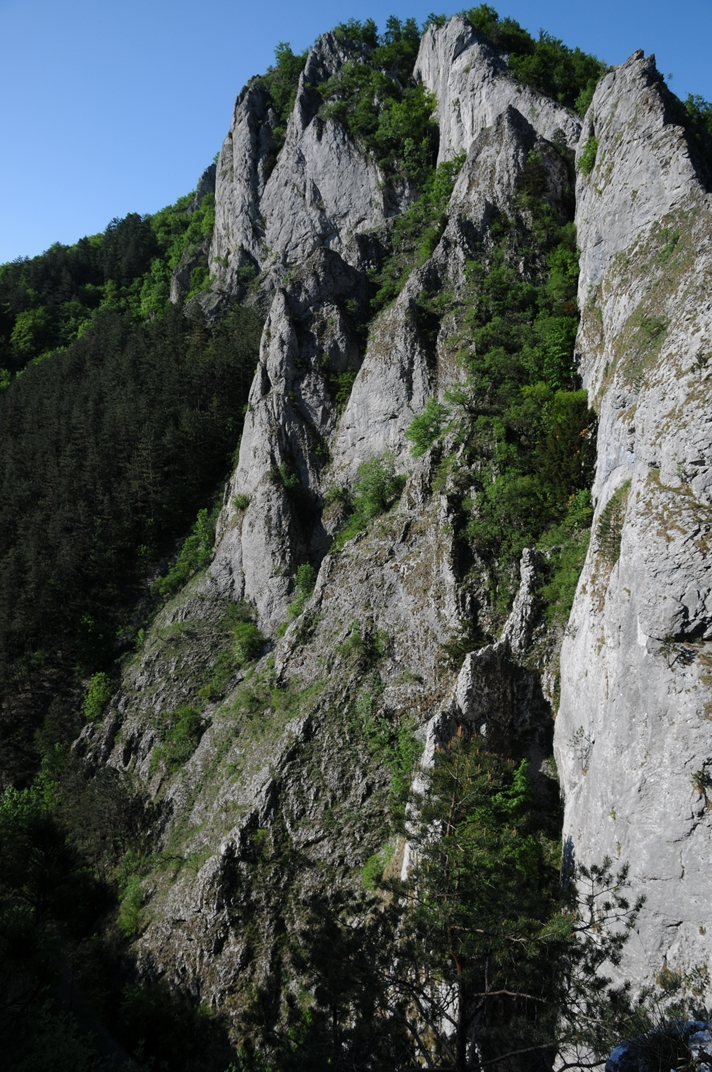
Kalkstein-Felsformationen an der nördlichen Wand der Manín-Klamm

Wegen des Vorkommens seltener Pflanzen- und Tierarten wurde die Manín-Klamm im Jahr 1967 unter Naturschutz gestellt. Sie ist heute Teil des Landschaftsschutzgebiets Strážovské vrchy und mit der südöstlich von Záskalie gelegenen Kostolecer Schlucht (Kostolecká tiesňava) durch einen Lehrpfad verbunden. Die Nutzung durch den Klettersport ist auf zwei Felswände im mittleren Bereich der Klamm beschränkt.